# Rispiges Gipskraut
Das Rispige Gipskraut (Gypsophila paniculata), auch Rispen-Gipskraut und Schleier-Gipskraut genannt, ist eine Pflanzenart aus der Gattung Gipskräuter (Gypsophila) innerhalb der Familie der Nelkengewächse (Caryophyllaceae). Sie wird gärtnerisch einfach Schleierkraut genannt und als Zierpflanze verwendet.

## Beschreibung

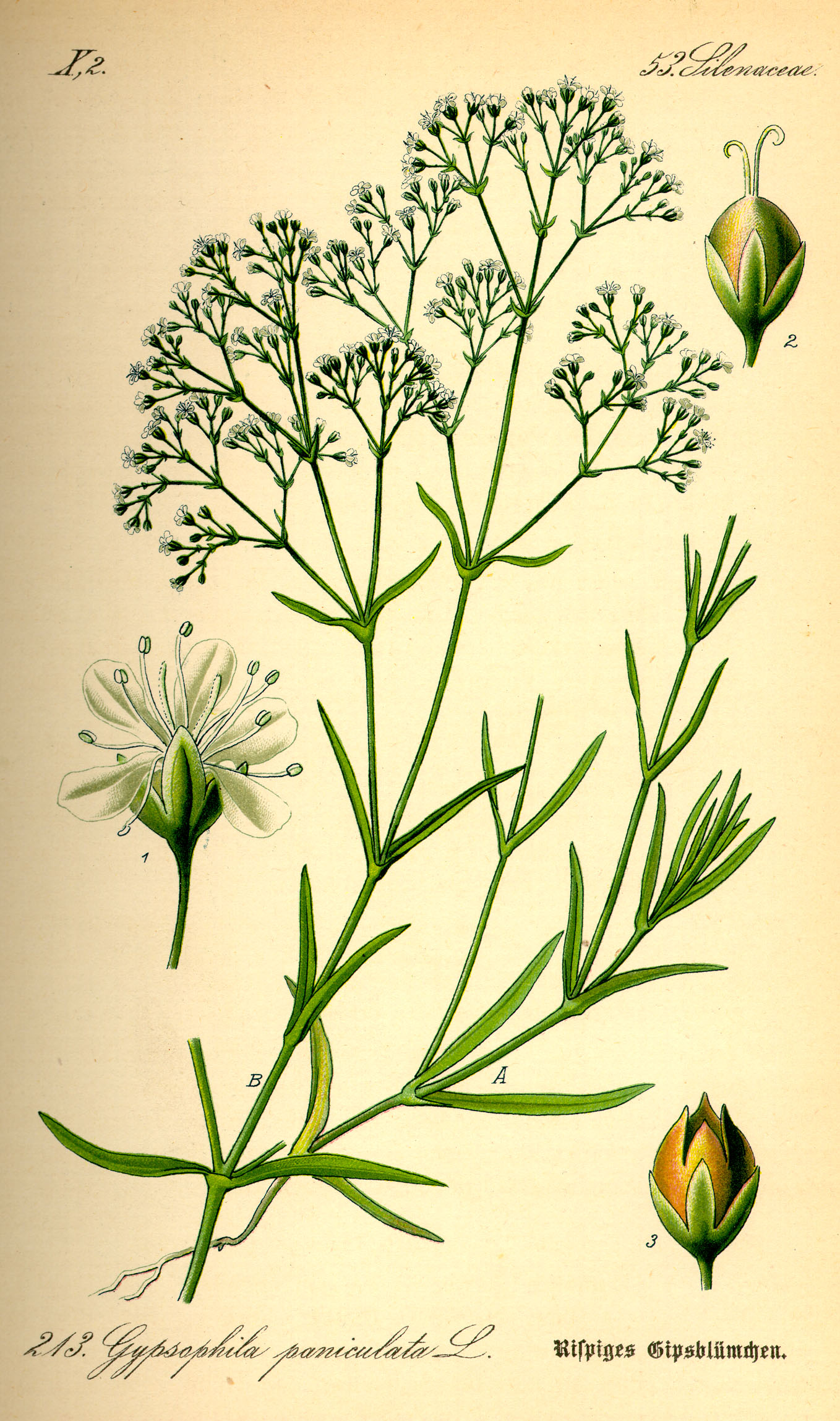
Illustration von Otto Wilhelm Thomé

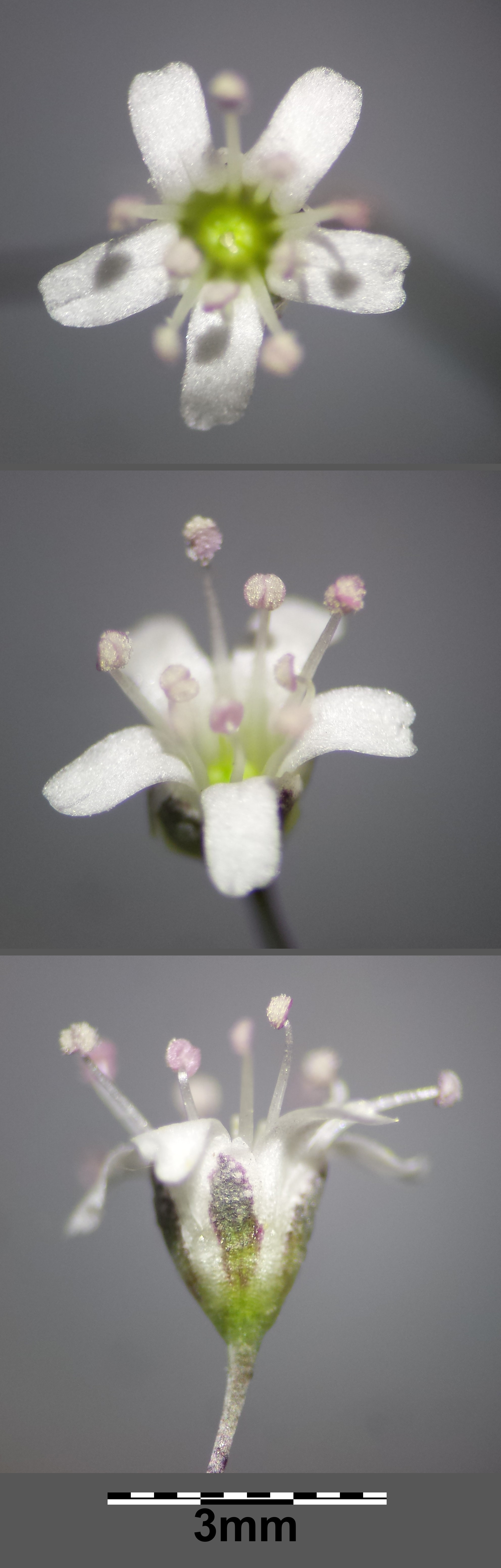
Makroaufnahme einer Blüte

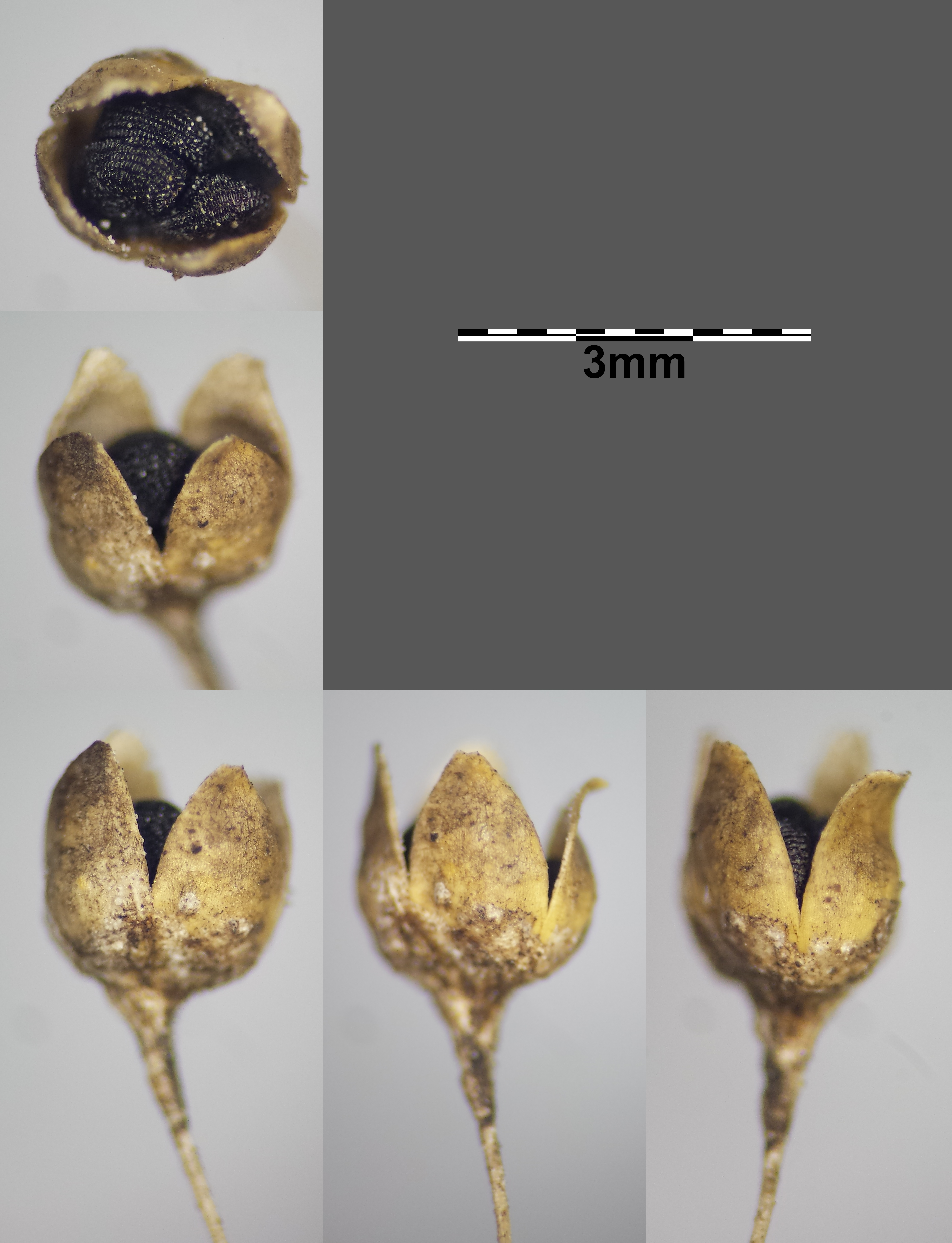
Reife Kapselfrucht mit Samen

### Vegetative Merkmale
Das Rispige Gipskraut ist eine ausdauernde, krautige Pflanze und erreicht Wuchshöhen von 50 bis 90 Zentimetern. Es bildet eine rübenartig verdickte Wurzel von bis zu 2,4 Meter Länge aus. Die Stängel stehen aufrecht und sind kahl, lediglich am Grund sind sie mit weichen Drüsenhaaren besetzt.
Die Blätter sind gegenständig am Stängel angeordnet. Die einfache Blattspreite ist bei einer Länge von 20 bis 70 Millimetern sowie einer Breite von 2,5 bis 10 Millimetern lanzettlich mit scharf zugespitztem oberen Ende.

### Generative Merkmale
Viele Blüten sind locker in einem rispigen Blütenstand angeordnet, der drüsig behaart oder kahl ist.
Die meistens zwittrige Blüte ist bei einem Durchmesser von etwa 4 Millimetern radiärsymmetrisch. Der Kelch ist 1,5 bis 2 Millimeter lang und die Kelchzähne sind eiförmig mit stumpfem oberen Ende. Die Kronblätter sind 3 bis 4 Millimeter lang, am oberen Ende gerundet und weiß, selten rosafarben. Die Staubblätter sind länger als die Blütenkrone.
Die Kapselfrucht ist bei einer Länge von 3 bis 5 Millimetern rundlich. Die Samen tragen stumpfe Höcker. 
Die Chromosomenzahl beträgt 2n = 28, 34.

## Ökologie und Phänologie
Die Blüten sind meistens zwittrig und proterandrisch. Die Bestäubung erfolgt durch Insekten, vor allem durch Zweiflügler und Hautflügler. Die Blütezeit reicht von Juni bis September.
Das Rispige Gipskraut ist ein Steppenroller.

## Vorkommen
Das Rispige Gipskraut ist von Mittel-, Ost- und Südosteuropa bis Westsibirien und zur Mongolei weitverbreitet. In Nord- und Südamerika, in Australien und Neuseeland ist es ein Neophyt.
In Mitteleuropa reichen die natürlichen Vorkommen bis nach Wien und ins Marchfeld (Niederösterreich) und Südmähren. Es wird häufig als Zierpflanze verwendet und verwildert in Mitteleuropa selten, so in Mecklenburg-Vorpommern, Brandenburg, Baden-Württemberg und Südtirol.
Es wächst in Sandsteppen und auf sandigen Hügeln. Verwildert kommt es auch in Sandtrockenrasen, auf Schutt und entlang von Bahn- und Uferdämmen vor. Es ist auf die colline Höhenstufe beschränkt.

## Taxonomie und Systematik
Das Rispige Gipskraut wurde 1753 von Carl von Linné in Species Plantarum Band 1, Seite 407 als Gypsophila paniculata erstbeschrieben.
Man kann eine besondere Varietät unterscheiden:
- Gypsophila paniculata var. araratica Hub.-Mor.: Sie wurde 1967 aus der östlichen Türkei beschrieben.[3]

## Nutzung
Das Rispige Gipskraut wird als Zierpflanze vielseitig verwendet. Es wird hauptsächlich als "Schleierkraut" in Trockensträußen genutzt.
In der Vergangenheit wurden die saponinreichen Wurzeln als Seifenwurzeln verwendet, die Pflanzen dafür kultiviert.